# Maniola sylvia
Maniola sylvia är en fjärilsart som beskrevs av Arthur Francis Hemming 1933. Maniola sylvia ingår i släktet Maniola och familjen praktfjärilar. Inga underarter finns listade i Catalogue of Life.